# José Miguel Onaindia
José Miguel Onaindia (Buenos Aires, 17 de marzo de 1954) es gestor cultural y abogado especializado en derechos culturales, nacido en Argentina, con residencia y ciudadanía uruguaya y actuación profesional en ambos países e Iberoamérica. Entre otras distinciones, obtuvo el Premio a la Vocación Académica entregado por la Fundación del Libro en 2002, el Premio María Guerrero al reconocimiento por su gestión cultural en 2010. , la Orden del Mérito Civil otorgada por el Rey de España y la distinción como Personalidad destacada en el ámbito de la cultura de la Ciudad Autónoma de Buenos Aires otorgada por la Legislatura porteña.

## Trayectoria
En enero de 2000 José Miguel Onaindia asumió como Director del Instituto Nacional de Cine y Artes Audiovisuales de Argentina en medio de una parálisis de la industria cinematográfica producto de la insuficiente gestión de Julio Mahárbiz. La conducción de Onaindia logró no sólo reactivar la industria sino también cumplir con las obligaciones que el organismo había contraído con el sector antes de su llegada. Calificada por los miembros de las principales organizaciones del quehacer cinematográfico como una gestión "excelente" durante su período se pagaron la mayor cantidad de subsidios en relación con el presupuesto, que fue de los más bajos que obtuvo ese organismo. Películas como La Ciénaga, de Lucrecia Martel, se producen durante su gestión y el cine argentino obtiene una gran proyección internacional. Presenta su renuncia en 2002 con todo el sector cinematográfico apoyando su continuidad.

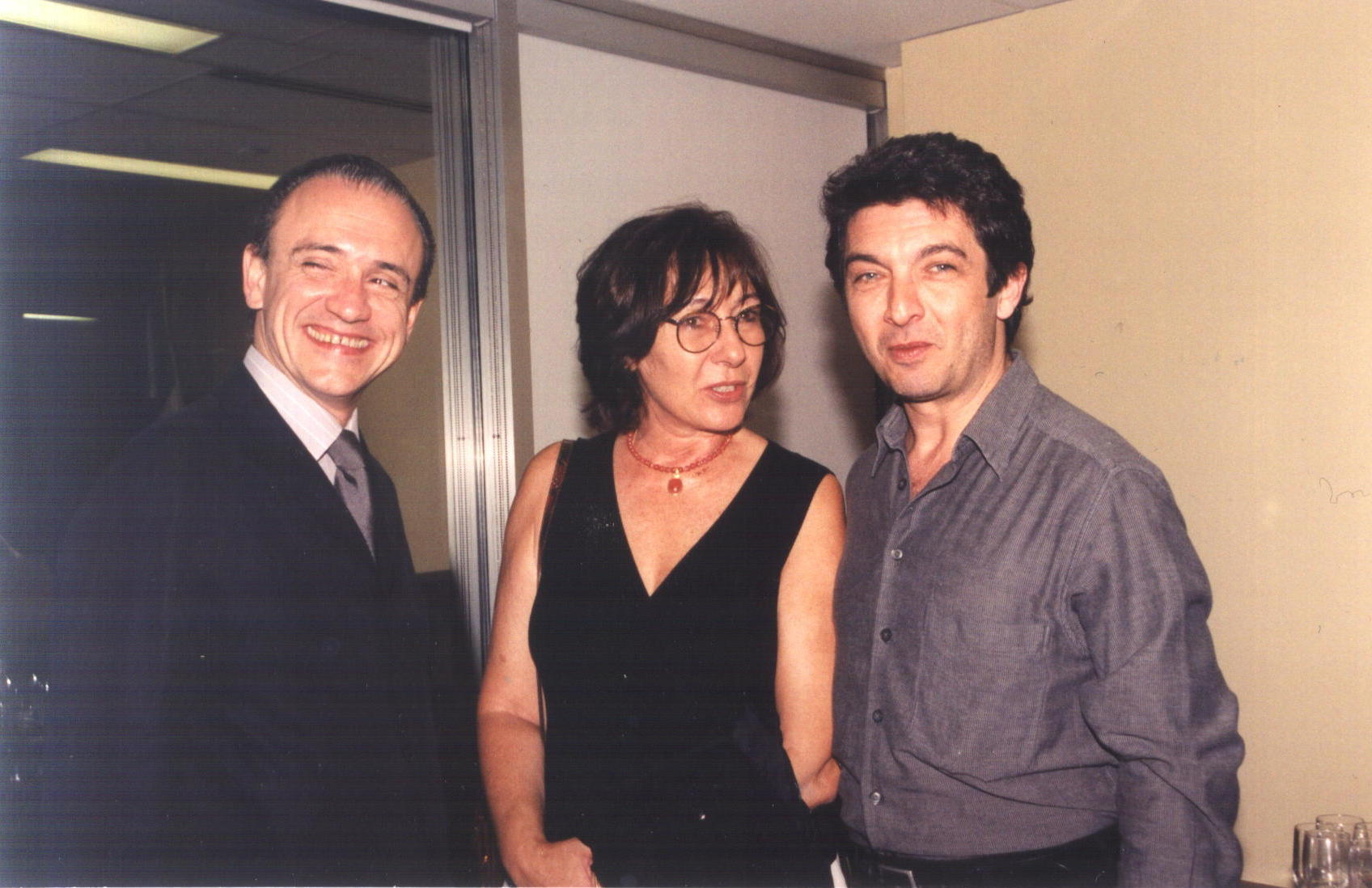
José Miguel Onaindia en el Festival de Cine de Montreal junto a Jeanine Meerapfel y Ricardo Darín

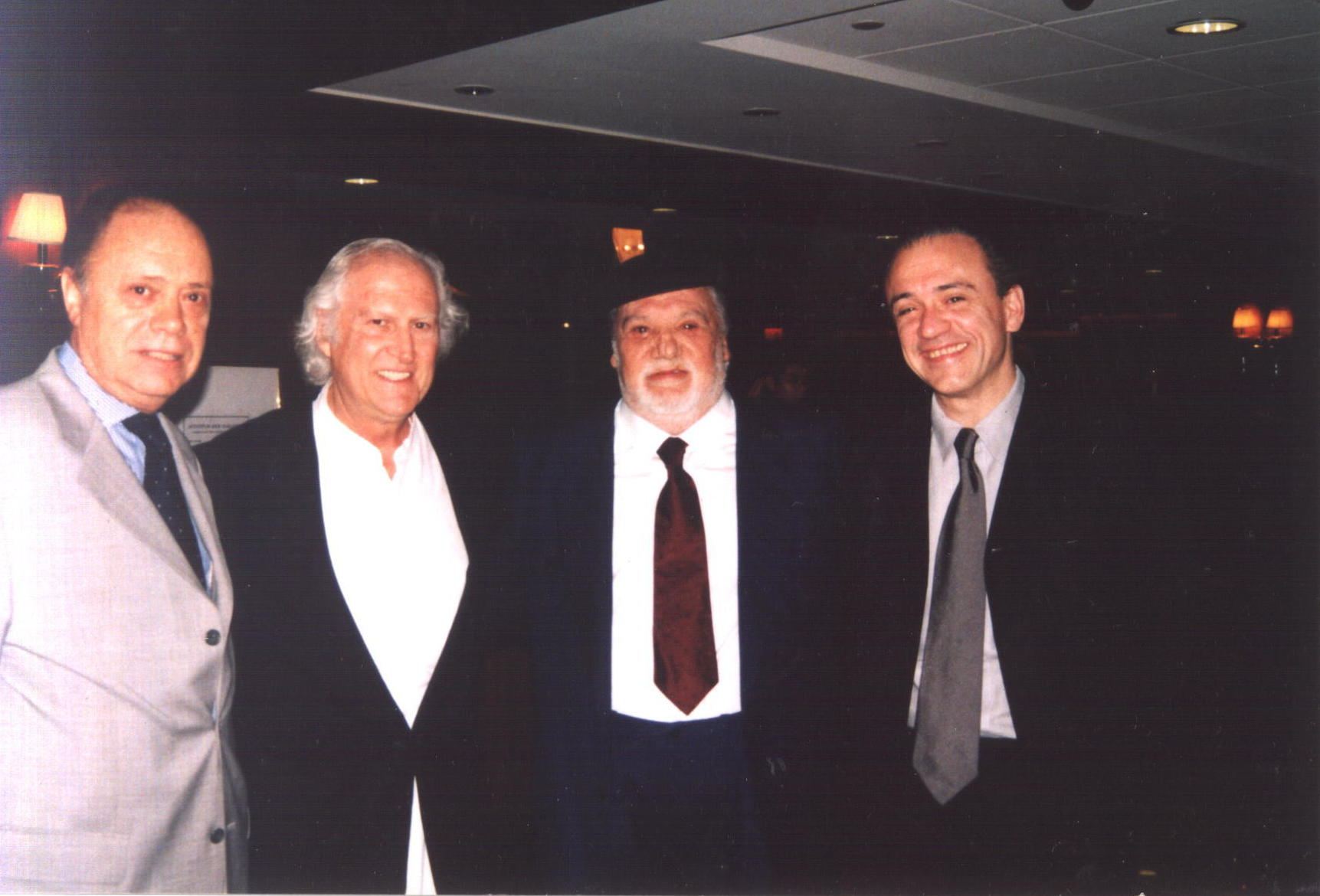
José Miguel Onaindia junto a Bernardo Zupnik, Pino Solanas y Paco Rabal (en su último día de vida).

A principios del año 2007 José Miguel Onaindia asume como Coordinador General de Cultura de la Universidad de Buenos Aires teniendo a su cargo la dirección del Centro Cultural Rector Ricardo Rojas. Durante su gestión se amplió la oferta de cursos y se realizaron actividades culturales con base en el desarrollo social y la integración. El centro cultural revivió años de esplendor con una gran participación de la producción cultural en la comunidad. Con destacables ciclos, conferencias, exposiciones, conciertos y presentaciones, su conducción estuvo signada por la participación de artistas de diversas áreas expresivas que acercaron nuevos públicos a la Universidad. Renuncia en adhesión a 16 trabajadores que no percibían sus salarios, apoyado por más de 500 personalidades de la cultura argentina e internacional que firman una carta dirigida al rector de la Universidad de Buenos Aires Rubén Hallú. Entre las personalidades firmantes figuran Edgardo Cozarinsky, Beatriz Sarlo, Griselda Gambaro, Héctor Babenco, Dominique Sanda, Sergio Renán, Andrés Di Tella, Rubén Szuchmacher, Manuel Antín, Norma Aleandro, Graciela Borges, Mauricio Wainrot, Dalila Puzzovio, Toni Puig, Pacho O´Donnell, Marcelo Lombardero, Guillermo Heras, entre otras destacadas personalidades.

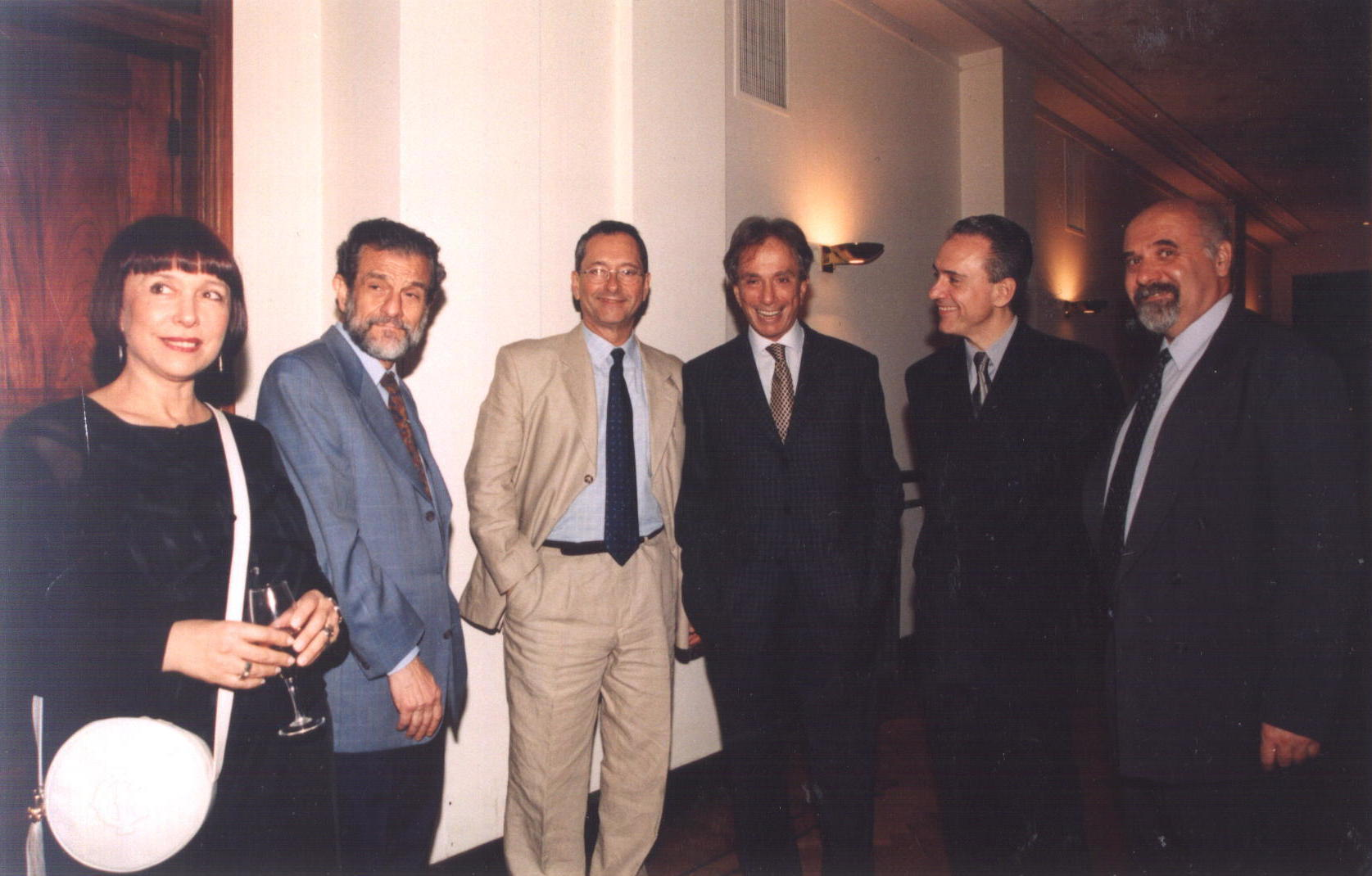
Alicia Moscovsky, Mario Sábato, Horacio Trebino, Sergio Renán, José Miguel Onaindia y Agustín Cuzzani (h) en cocktail del estudio Weinschelbaum, año 2005.

Desde febrero de 2013 fue contratado por la Intendencia de Montevideo, Uruguay para el asesoramiento artístico y de contenidos del Teatro Solís, contrato que rescindió en julio de 2015. Tuvo a su cargo la selección de propuestas de compañías extranjeras y locales que resultaron de interés para el público y dialogaron con la producción cultural montevideana.
El 10 de octubre de 2014, fue condecorado por el Rey de España con la “Cruz de Oficial de la Orden del Mérito Civil" en un acto presidido por el embajador Estanislao de Grandes Pascual en la Ciudad de Buenos Aires, por su contribución a la promoción de la cultura Iberoamericana.

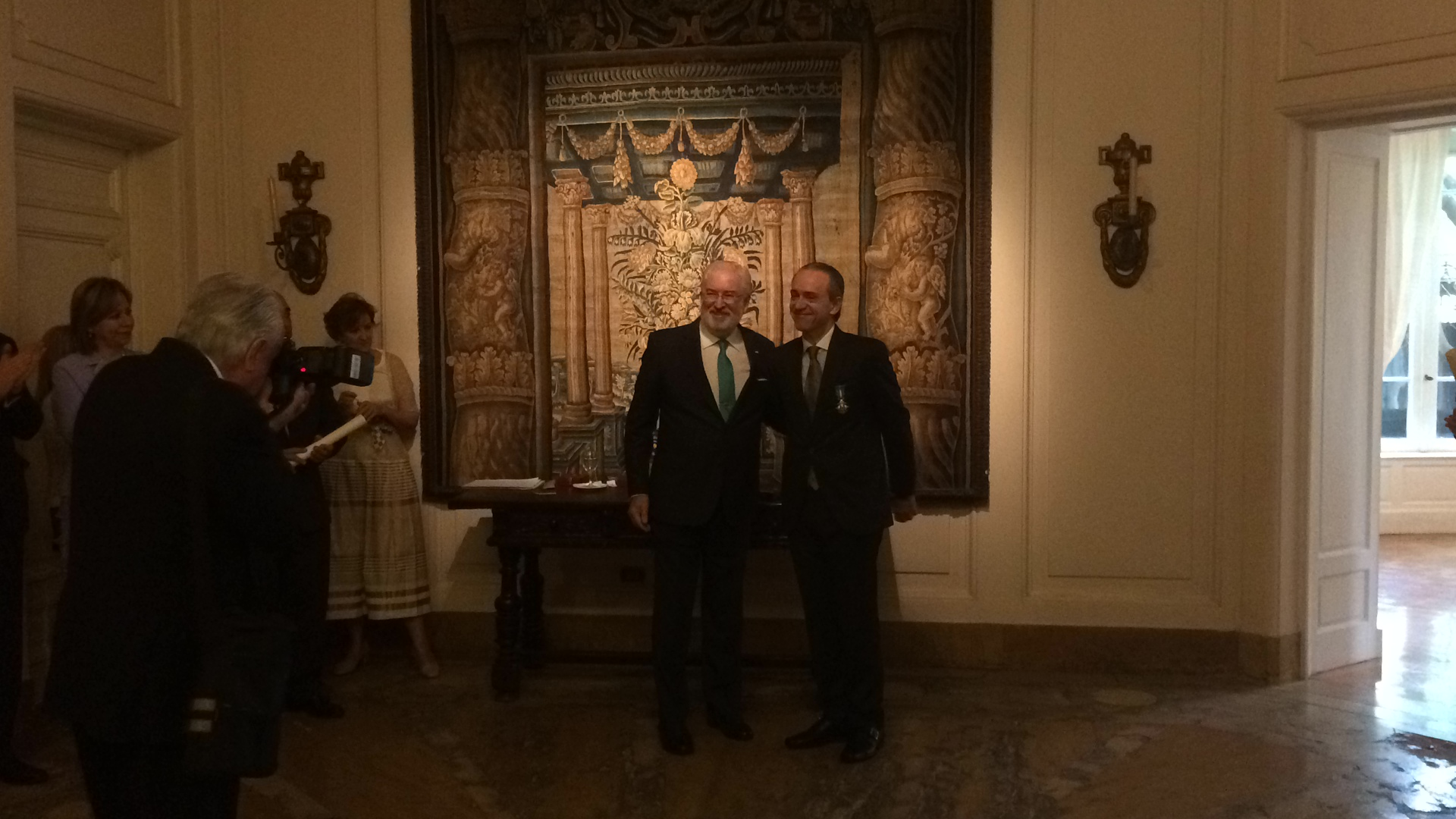
Por su contribución a la promoción de la cultura Iberoamericana, José Miguel Onaindia fue condecorado por el Rey de España con la “Cruz de Oficial de la Orden del Mérito Civil" en un acto presidido por el embajador Estanislao de Grandes Pascual

En el ejercicio de la profesión de abogado ha intervenido  e interviene en numerosos casos vinculados a la  defensa de  la actividad cultural  y de los artistas  y es asesor  de entidades a ella dedicada. Además de su profesión de abogado, es profesor de Derecho Constitucional y Derechos Culturales en la carrera de grado de la Facultad de Derecho de la UBA, y director del Programa de Especialización en Cultura y Derecho en el Departamento de Posgrado de la Facultad de Derecho de la UBA. Es asimismo profesor invitado en posgrados de las facultades de Derecho y en las de Filosofía y Letras y Ciencias Económicas de la UBA, Maestría en Gestión Cultural, Universidad del Litoral, Universidad Nacional de Córdoba Maestría en Administración Cultural, Universidad Notarial Argentina, Universidad Católica Argentina y en las Universidades de Zaragoza y San Pablo CEU (España), Universidad de Tours (Francia) y Universidad de la República (UDELAR, Uruguay). 
Hasta marzo de 2020 fue Coordinador General del INAE (Instituto Nacional de Artes Escénicas de Uruguay) y entre marzo y diciembre de 2020 estuvo a cargo de la Dirección Artística del SODRE (Servicio Oficial de Difusión, Representaciones y Espectáculos del Uruguay). Fue Director Artístico del FIDAE (Festival Internacional de Artes Escénicas). Fue Presidente de la Fundación Internacional Argentina, entidad no gubernamental sin fines de lucro y consultor de UNESCO, nombrado por la Asociación Villa Ocampo miembro honorario por su contribución a la difusión de la cultura en Iberoamérica.
A partir de abril de 2020 dirige en formato virtual el programa de posgrado sobre las relaciones entre derecho y cultura que José Miguel Onaindia creó y dirige desde 2004, Programa de actualización en Derecho del Arte y Legislación Cultural.

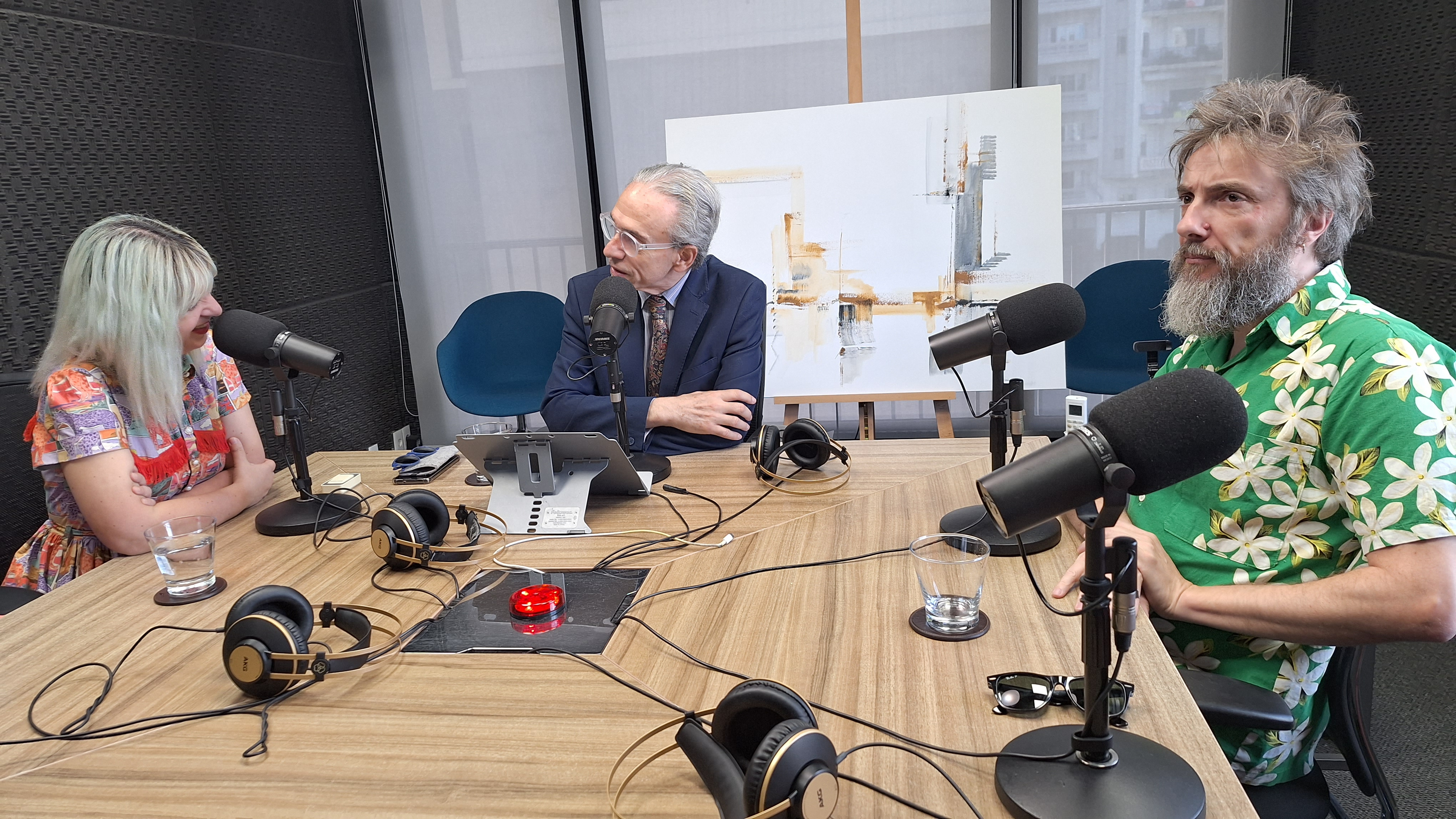
Desde diciembre de 2022 conduce el ciclo "La conversación" emitido por Radiomundo 1170 de Uruguay.

Desde julio de 2021 es Asesor para Internacionalización de las Artes de la División de Promoción Cultural de la Intendencia de Montevideo e integra los Consejos Artísticos de la Comedia Nacional Uruguaya y la Orquesta Filarmónica de Montevideo.
En noviembre de 2023 recibe un reconocimiento de la Asociación de Críticos Teatrales de Uruguay (ACTU) por su labor por la difusión internacional del teatro uruguayo. En diciembre de 2023, la Asociación Civil Luisa Vehil le entrega un reconocimiento por su tarea en la internacionalización del teatro latinoamericano. Jurados que integró: Premios Florencio Sánchez (años 2010, 2011, 2012) Argentina; Fundación Kónex al Espectáculo (año 2011) Argentina; Premios Moliére (Embajada de Francia en Uruguay): 2014, 2017, 2023; Premios Microescenas (Centro Cultural de España en Montevideo): 2016,2018; Premio Radio France y Embajada de Francia en la Argentina: 2015, 2022.
Desde diciembre de 2022 conduce el ciclo "La conversación" emitido por Radiomundo 1170 de Uruguay. Es asiduo colaborador de medios de prensa gráfica y audiovisual iberoamericanos, tales como los diarios Perfil, Clarín, La Nación de Argentina; Voces y Brecha de Uruguay; Paso de Gato, México.

## Personalidad destacada en el ámbito de la cultura de la Ciudad Autónoma de Buenos Aires
Mediante ley del 15/11/2016 fue declarado por el voto unánime de la Legislatura de Buenos Aires personalidad destacada en el ámbito de la cultura. La entrega de la distinción votada por ley, se realizó el 8 de mayo de 2015 en el Salón Dorado del Teatro Colón. El diputado Marcelo Guouman autor del proyecto, la Directora de Cultura de Montevideo, Mariana Percovich, el escritor y periodista Hugo Beccacece y el cineasta Daniel Burman expusieron sobre la personalidad y méritos de Onaindia para recibir la distinción, ante una concurrencia de más de doscientas personas que reunieron a las más destacadas personalidades de los diversos ámbitos de las artes y el derecho. Beatriz Sarlo, Daniel Sabsay, Mònica Pinto (decana de la Facultad de Derecho de la UBA), Manuel Antín, José Antonio Martínez Suárez, Cecilia Roth, Esther Goris, Soledad Sylveira, Ana María Picchio, el embajador de Uruguay en Argentina Héctor Lescano, el director Nacional de Cultura de Uruguay Sergio Mautone, Thelma Biral, Oscar Barney Finn, Rubén Szchuchmacher, Alejandro Tantanian, Santiago Giralt, Agustìn Mendilharzu, Walter Jacob, Pablo Rottemberg, Eleonaro Cassano, Cecilia Mengelle, Guido De Benedetti, Osvaldo Quiroga, Silvina Benguria, Renata Schuscheim, Jorge Ferrari, Martín Flores Cárdenas, Ricardo Manetti, María Valdez, Fernando Madedo, Diego Berardo (director Espacio Sábato), los legisladores Inès Gorbea y Juan Francisco Nosiglia, Andrea Bonelli, Nacho Gaddano, entre otras personalidades se encontraron presentes.

## Festival Internacional de Artes Escénicas de Uruguay (FIDAE)
Como Director Artístico del FIDAE, la edición número VI celebrado en 2019, que fue la conclusión de un trabajo iniciado por un pequeño núcleo de personas en la edición de 2015, que enriquecido luego en 2017 tuvo una consolidación en esta edición, que sumó memoria, experiencia y dinamismo en la organización de un acontecimiento de trascendencia para la vida cultural y pública de Uruguay. Por el volumen y la diversidad de su programación, por el impacto en los medios masivos de comunicación nacionales y extranjeros y el crecimiento de espectadores, no solo en número sino en diversidad de pertenencia, constituyó uno de los hitos sociales y culturales del año. El trabajo en colaboración interinstitucional logró el objetivo de llegar a todo el territorio e integrar a todos los habitantes del país en su celebración. El Fidae es un importante eslabón en la política pública de internacionalización de las artes escénicas uruguayas y en esta ocasión se logró la visita de programadores y especialistas de países con los cuales no se habían establecido lazos fluidos (India, Japón) y la celebración de actos concretos (presentación de espectáculos en el exterior, traducciones de obras dramatúrgicas, entre otros) que producen un crecimiento en el proceso de circulación internacional. Como conclusión de su gestión del FIDAE VI José Miguel Onaindia señaló: 
"Todo acto cultural es el campo de ejercicio de derechos humanos esenciales, individuales y colectivos. La libertad de expresión artística en todos sus aspectos (temáticos, estéticos, formatos de producción), la libertad de opinión, el derecho al disenso que produce la confrontación de diferentes visiones del arte, la posibilidad de acceso de la mayor diversidad de población a estas esenciales expresiones del arte y la cultura, encontraron en el festival un espacio fértil de desarrollo y disfrute. Creemos haber consolidado un programa cultural que tendrá un camino de crecimiento para ratificar ante nosotros y ante el mundo la gran capacidad del pueblo uruguayo de crear riqueza simbólica, disfrutarla y expandirla. Deseamos encontrarnos en el 2021 celebrando un nuevo Fidae para continuar la mejora de a calidad de la vida de los que habitamos este suelo y contribuir al prestigio del Uruguay en el concierto de las Naciones."

## Trayectoria Internacional
Durante los años 2014, 2015, 2017 y 2019 ha trabajado como Consultor de UNESCO para proyectos especiales. Entre 2015 y 2019 ha sido representante de Uruguay en el Consejo Intergubernamental de Iberescena. Entre 2014 y 2019, en calidad de programador internacional y ponente, fue invitado a MAD FERIA, DFERIA, MAPAS, FESTIVAL DE ALMAGRO, FESTIVAL FRINJE DE MADRID, FESTIVAL DE MÉRIDA, FESTIVAL DE RIBADAVIA, FIRA TÁRREGA (ESPAÑA); Festival de Buenos Aires (FIBA) de Argentina; Festival Santiago a Mil y Santiago Off (Chile); Encuentro Nacional de Teatro de San José (Costa Rica); ENARTES (México), Sala de Parto (Perú), entre otros encuentros. Entre el 2000 y 2002 fue representante de Argentina en el Comité Intergubernamental de IBERMEDIA y fue invitado como autoridad cinematográfica de Argentina a los festivales de Cannes, Berlín, San Sebastián, Biarritz, Río de Janeiro, Montreal y muestras en Londres, Madrid y Nueva York. En 2023 como Consultor de UNESCO, sobre trabajo artístico en Costa Rica. Entre 2014 y 2024: en calidad de programador internacional y ponente fue invitado: Festival de Otoño de Madrid; GREC de Barcelona, Z de Girona (España); "Adelante" de Heidegger (Alemania"; "Próximamente" del KVS de Bruselas (Bélgica); Manizales, Bogotá y Medellín (Colombia); Festival Internacional Universitario de México; Market of Performing Arts de Busan (Corea); FITEI de Porto (Portugal), Avignon (Francia). Organizó para la Fundación Mario Benedetti (Uruguay) el ciclo "Voces", con actores de Argentina, Chile, España y Uruguay contando cuentos de Benedetti en su centenario, lanzado en mayo de 2020 en el aniversario de la muerte del autor. Durante ese mismo año desde el INAE y luego desde la Dirección artística del SODRE, promovió la realización del ballet "La tregua" que logró difundir por toda Latinoamérica a través de streaming por la fundación Teatro a Mil de Chile. El Diario La Nación se refirió a Onaindia como "embajador cultural argentino en el mundo".En el año 2023 organizó para la Fundación el Premio a Libros de Cuentos Mario Benedetti, en el que intervinieron como jurados internacionales: Mercedes Estramil, Antonio Muñoz Molina y Claudia Piñeiro. Fue coordinador del jurado.  

## Publicaciones
En noviembre de 2016 publicó "Corte Suprema Argentina. Luces y Sombras", en editorial El Ateneo. El libro está prologado por Roberto Gargarella, quien en la presentación del libro tuvo un diálogo con el autor moderado por la periodista Clara Mariño. 

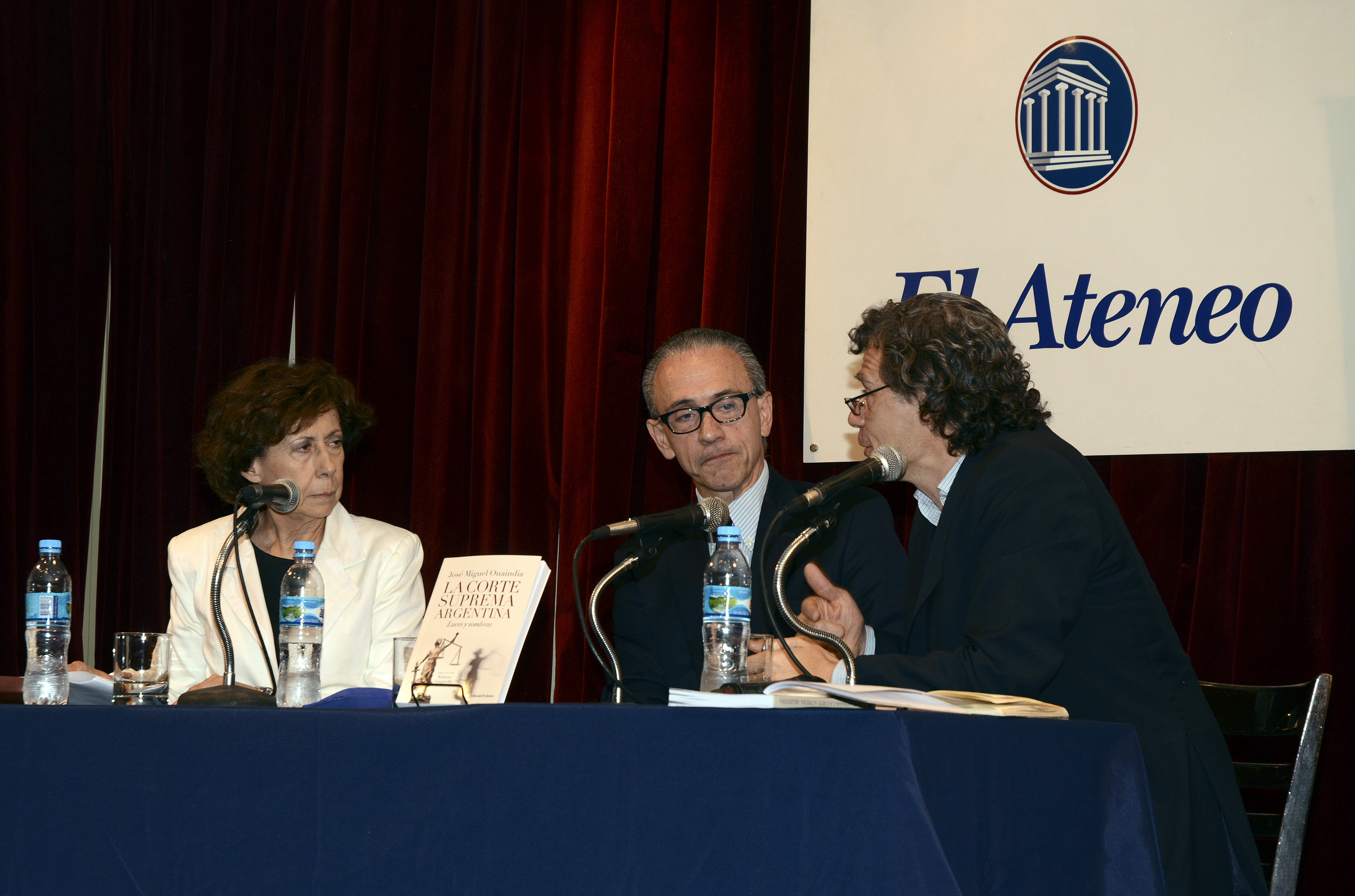
Presentación del libro "La corte suprema argentina"
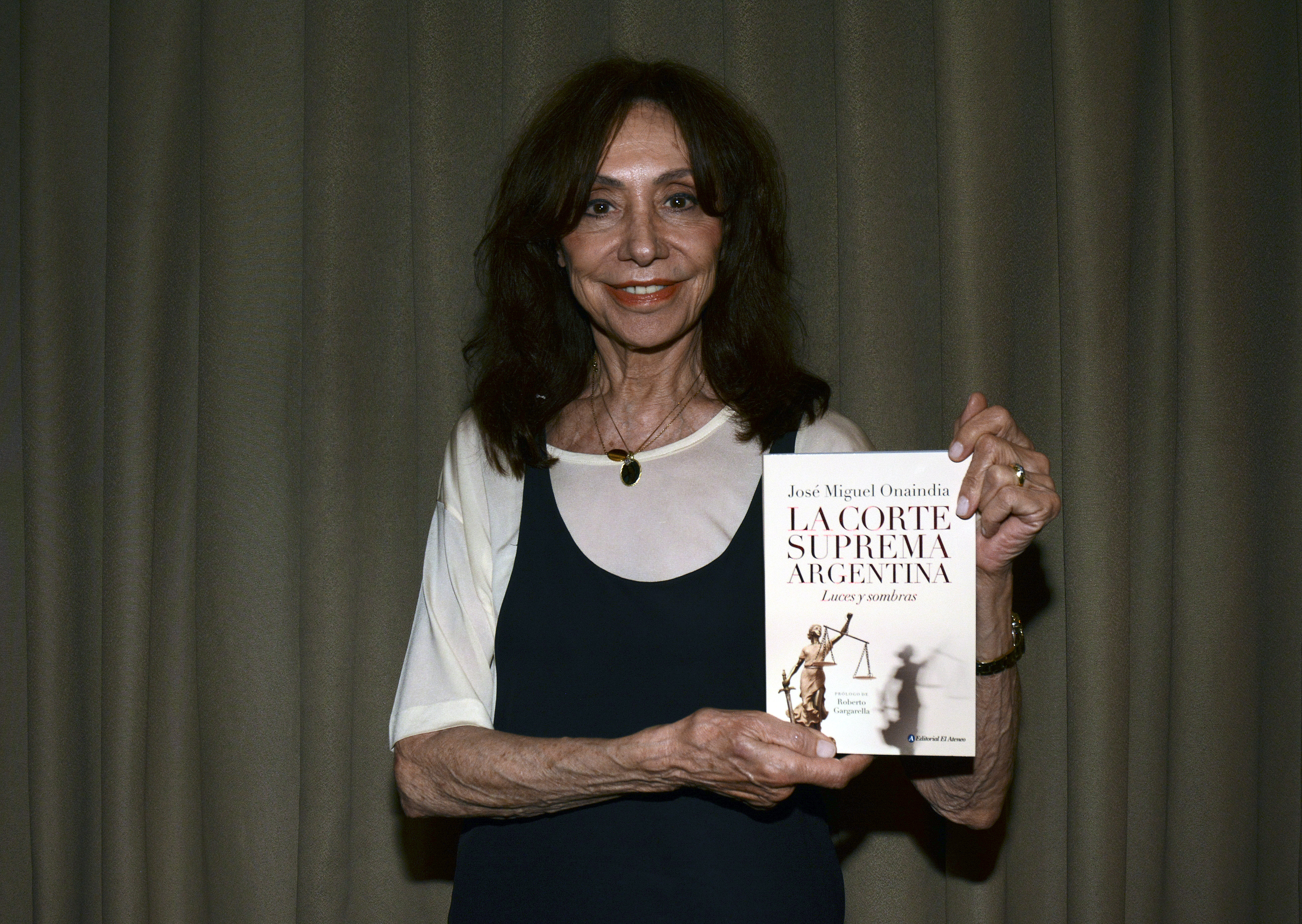
Marta Bianchi en la presentación del libro "La corte suprema argentina"
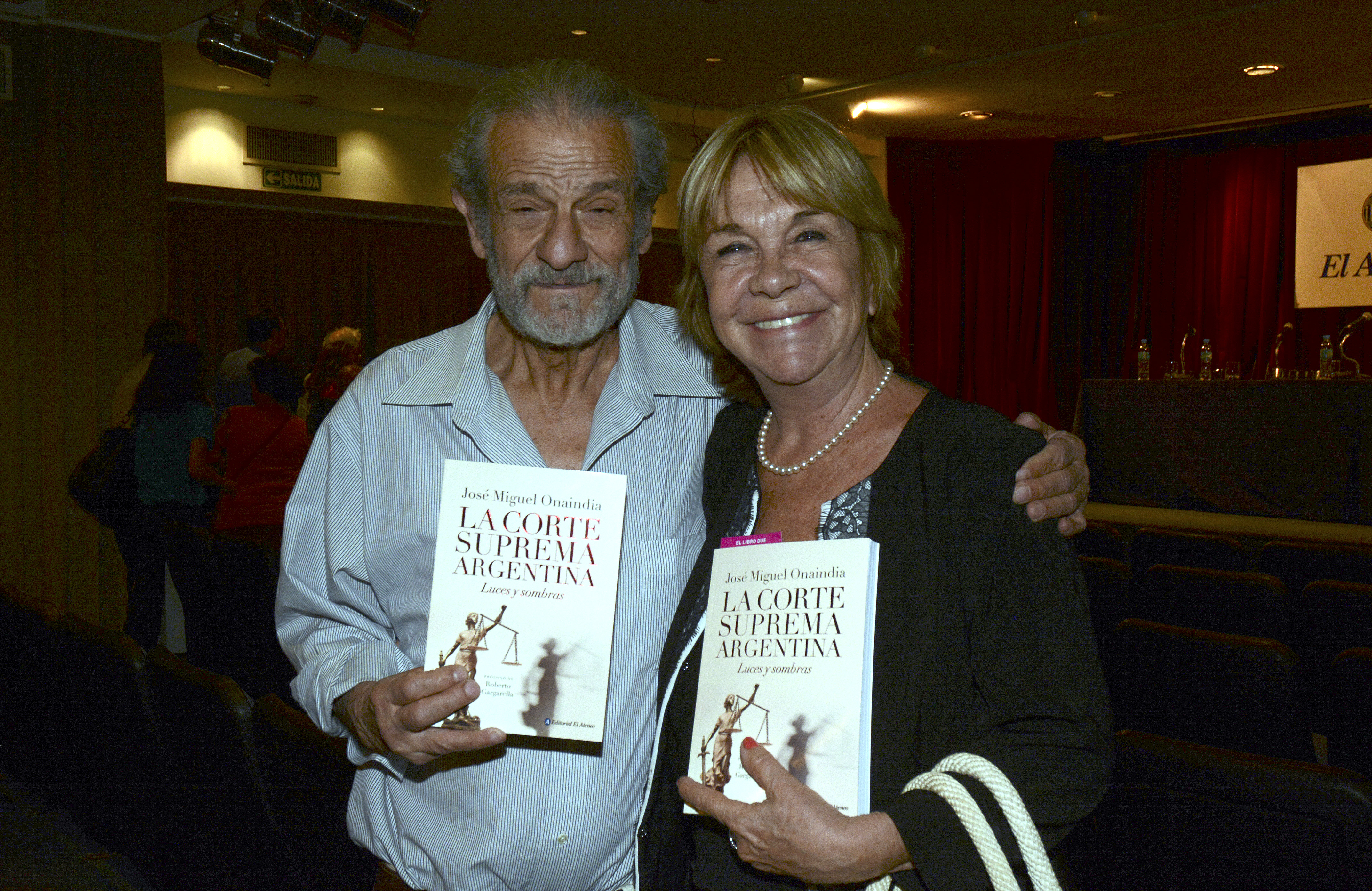
Virginia Lago en la presentación del libro "La corte suprema argentina"
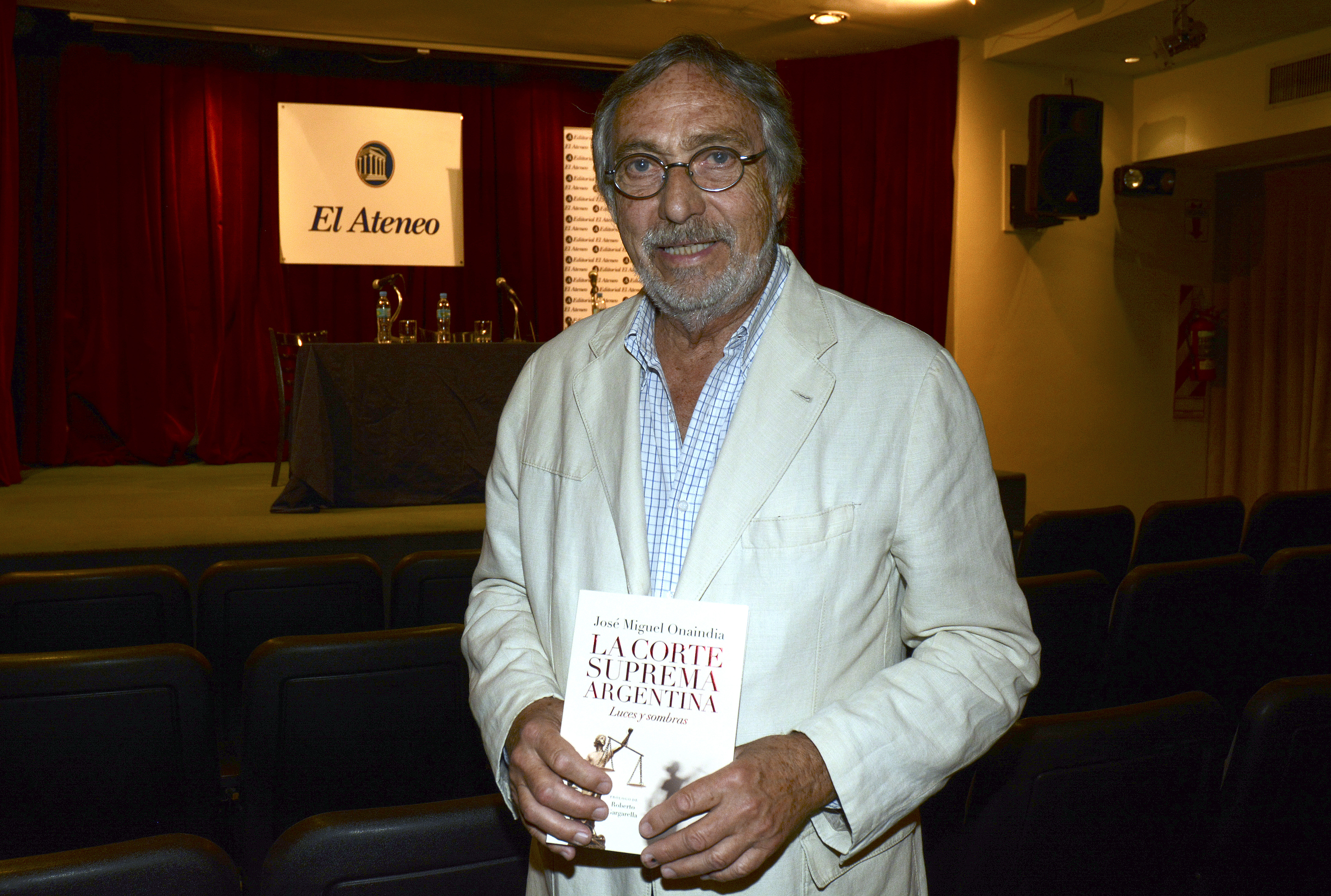
Luis Brandoni en la presentación del libro "La corte suprema argentina"

Su primera obra se publicó en 1992, "Ley Nacional de Empleo Comentada", y obtuvo una excelente repercusión que implicó que se reeditara tres veces, en Editorial Errepar. Con el mismo sello editorial publicó en coautoría con Daniel Sabsay el long-seller "La Constitución de los argentinos", primer análisis a la reforma constitucional de 1994, que alcanzó siete ediciones en dos décadas y más de 20.000 libros vendidos. A fines de 2020 se publicó su 8va. edición actualizada de "La Constitución de los argentinos", que lleva un nuevo prólogo de María Sáenz Quesada.
También con Sabsay, publicó en 1998 "La Constitución de los porteños", en el mismo sello editorial. 
En 2004 presenta su obra "Instituciones de Derechos Constitucional", un análisis del sistema institucional argentino a diez años de la reforma de la constitución (Errepar).
En 2011, dirige y escribe la introducción y capítulo dedicado al audiovisual, "Cultura en un mundo global", con coordinación de Sergio Baur y colaboraciones de Lidia Blanco, Diana Sahieg, Gerardo Filipelli, Eva Gristein, Mauro Erlizka (Errepar). Ese mismo año es invitado a participar como Jurado de los Premios Konex 2011 al Espectáculo.
La Academia Nacional de Bellas Artes, le encomienda la escritura del capítulo dedicado al cine argentino (1965-2000) para el tomo 12 de la Historia del Arte Argentino.
Para el bicentenario. la Embajada de España en Argentina, le encomienda la curaduría del libro "Imágenes Compartidas" Cine Español y Argentino. 
Con motivo de la muestra en homenaje a Manuel Puig en 2006, dirige y coordina el libro-catálogo, llamado "Manuel Puig presenta..." , editado por la Fundación Nacional Argentina.
En el año 2020 se publica la 8va. edición del libro "La constitución de los argentinos", escrito por Onaindia en coautoría con Daniel Sabsay, con un nuevo prólogo escrito por la historiadora María Sáenz Quesada
En marzo de 2023, Editorial EUDEBA publica su ensayo "Beatria Guido. Espía privilegiada", escrito en coautoría con Diego Sabanés. Previo a la publicación organiza el 16 de diciembre de 2022 un homenaje en el centenario del nacimiento de la escritora en el Centro Cultural San Martín de la Ciudad de Buenos Aires. En el BAFICI (Festival de Cine Independiente de Buenos Aires), presenta una muestra sobre la autora con la colaboración de Fernando Madedo y Marina Di Paola y la presentación de las tres primeras películas inspiradas en la obra de la autora y dirigidas por Leopoldo Torre Nilsson. 
El Libro y la muestra son presentados el 10 de julio de 2023 en el Centro Cultural de España en Montevideo con el auspicio de la Cinemateca Uruguaya; el 24 de agosto en ARTHOUSE de la ciudad de Buenos Aires, el 16 de septiembre en Villa Ocampo (Beccar, Pcia. de Buenos Aires) y el 27 de noviembre en Casa de América en Madrid.